# Saint-Berain-sous-Sanvignes
Saint-Berain-sous-Sanvignes ist eine französische Gemeinde mit 1.106 Einwohnern (Stand: 1. Januar 2022) im Département Saône-et-Loire in der Region Bourgogne-Franche-Comté. Die Gemeinde gehört zum Arrondissement Autun und zum Kanton Montceau-les-Mines (bis 2015: Kanton Montcenis). 

## Geographie
Saint-Berain-sous-Sanvignes liegt etwa 27 Kilometer südlich von Autun und etwa 43 Kilometer westsüdwestlich von Chalon-sur-Saône. Hier entspringt die Oudrache. Im Nordwesten berührt das Flüsschen Pontins das Gemeindegebiet. Umgeben wird Saint-Berain-sous-Sanvignes von den Nachbargemeinden Charmoy im Norden, Blanzy im Osten, Montceau-les-Mines im Südosten, Sanvignes-les-Mines im Süden sowie Saint-Eugène im Westen.

## Bevölkerungsentwicklung
| 1962                       | 1968 | 1975 | 1982 | 1990 | 1999 | 2006 | 2013 | 2019 |
| -------------------------- | ---- | ---- | ---- | ---- | ---- | ---- | ---- | ---- |
| 929                        | 978  | 910  | 932  | 945  | 980  | 1068 | 1068 | 1084 |
| Quellen: Cassini und INSEE |      |      |      |      |      |      |      |      |

## Sehenswürdigkeiten
- Kirche